# Очень странный рай
«Очень странный рай» (англ. A Fairly Odd Summer), известный также как «Волшебный фильм 3» (англ. A Fairly Odd Movie 3) — американский телевизионный фильм канала Nickelodeon, снятый по мотивам мультсериала «Волшебные покровители». Является третьим фильмом, который основан на этом мультсериале. Был выпущен 2 августа 2014 года в США На DVD вышел 28 октября 2014 года.

## Сюжет
Наступило лето. Родители Тимми отправляются развлекаться на Гавайи. Сам же Тимми вынужден отказаться от поездки, ведь ему поручено серьезное задание — он должен охранять важнейший артефакт мира магии Абракадабриум, в котором сосредоточено всё волшебство Мира фей.
Тимми очень хочется на Гавайи, и, когда он узнает, что его семье и друзьям нужна его помощь, он рад туда отправиться. Крокер и Фуп узнают о том, что Тимми на Гавайях вместе с Абракадабриумом, и разрабатывают план, как выкрасть артефакт и завладеть миром фей. Тимми, Тутти и феям придётся приложить все свои усилия, чтобы остановить Крокера и Фупа.
В конце фильма Тимми становится феей, как Ванда, Космо и Пуф.

## Роли
- Дрейк Белл — Тимми Тёрнер
- Даниэлла Моне — Тутти
- Даран Норрис — Космо (озвучка), Папа Тимми
- Сьюзан Блэксли — Ванда (озвучка)
- Тара Стронг — Тимми Тёрнер (фея) и Пуф (озвучка)
- Марк Гиббон — Йорген Фон Стрэнгл
- Дэвид Льюис — Дензел Крокер
- Терил Ротери — Мама Тимми
- Дейвон Вейгель — Викки
- Картер Хатингс — Марти
- Элла Андерсон — Митзи
- Эрик Бауза — Фуп (озвучка)
- Скотт Байо — Фуп (человеческая форма)
- Тони Алкантар — Эд Ледли

## Производство
Съёмки проходили в 2 местах — в Ванкувере (Канада) и на северном побережье острова Оаху (Гавайи).

## Рейтинги
На неделе его премьеры было 2.8 миллиона просмотров. На IMDb имеет оценку 4.7/10.